# Novella (Haute-Corse)
Novella település Franciaországban, Haute-Corse megyében. Lakosainak száma 80 fő (2022. január 1.). Novella Palasca, Castifao, Lama, Olmi-Cappella, Pietralba és Urtaca községekkel határos.

## Népesség
A település népességének változása:
| Lakosok száma | 121  | 97   | 55   | 75   | 86   | 86   | 83   | 78   | 79   | 80   |
|               | 1968 | 1982 | 1990 | 2006 | 2013 | 2015 | 2017 | 2019 | 2020 | 2022 |